# Municipio de Free Soil
El municipio de Free Soil (en inglés: Free Soil Township) es un municipio ubicado en el condado de Mason en el estado estadounidense de Míchigan. En el año 2010 tenía una población de 822 habitantes y una densidad poblacional de 8,09 personas por km².

## Geografía
El municipio de Free Soil se encuentra ubicado en las coordenadas 44°7′42″N 86°12′34″O / 44.12833, -86.20944. Según la Oficina del Censo de los Estados Unidos, el municipio tiene una superficie total de 101.58 km², de la cual 100,49 km² corresponden a tierra firme y (1,07 %) 1,09 km² es agua.

## Demografía
Según el censo de 2010, había 822 personas residiendo en el municipio de Free Soil. La densidad de población era de 8,09 hab./km². De los 822 habitantes, el municipio de Free Soil estaba compuesto por el 96,72 % blancos, el 0,85 % eran afroamericanos, el 1,58 % eran amerindios, el 0,12 % eran asiáticos, el 0,12 % eran de otras razas y el 0,61 % eran de una mezcla de razas. Del total de la población el 2,07 % eran hispanos o latinos de cualquier raza.